# Michael Kaufman
Michael Kaufman (Cleveland, 27 de març de 1951), va néixer als Estats Units, i és llicenciat en Arts i Ciències, té un Màster en Economia Política i un Doctorat en Ciències Polítiques per la Universitat de Toronto.
És el cofundador de l'organització d'homes més gran del món Campanya Llaç Blanc, que dona suport a la lluita contra la violència de gènere. Michael també va ser el cofundador de la campanya Men for Women's Choice amb Gordon Cleveland l'any 1989. A més, és membre sènior de l'ONG Institut Promundo amb seu a Washington DC i Rio de Janeiro, i és l'únic home del Consell Assessor d'Igualtat de Gènere del G7.
Michael Kaufman ha treballat per les Nacions Unides, redactant el programa de capacitació sobre assetjament sexual utilitzat per milers d'empleats de l'organització. També ha treballat per altres organitzacions, nombroses ONGs i governs de tot el món. Ha sigut professor i Director Adjunt del Centre d'Investigació sobre Amèrica Llatina i el Carib a la Universitat de York a Toronto.
És l'autor i l'editor de vuit llibres sobre igualtat de gènere, democràcia i estudis sobre el desenvolupament i el guanyador de dos premis literaris. Tot i que escriu articles per informar a homes, joves i nens de tot el món, dona especial èmfasi a la defensa de la dona i dels seus drets.

Michael Kaufman se centra a incentivar la figura dels homes i els nens per fomentar la igualtat de gènere, eliminar la violència contra les dones i erradicar les ideologies autodestructives del masclisme.

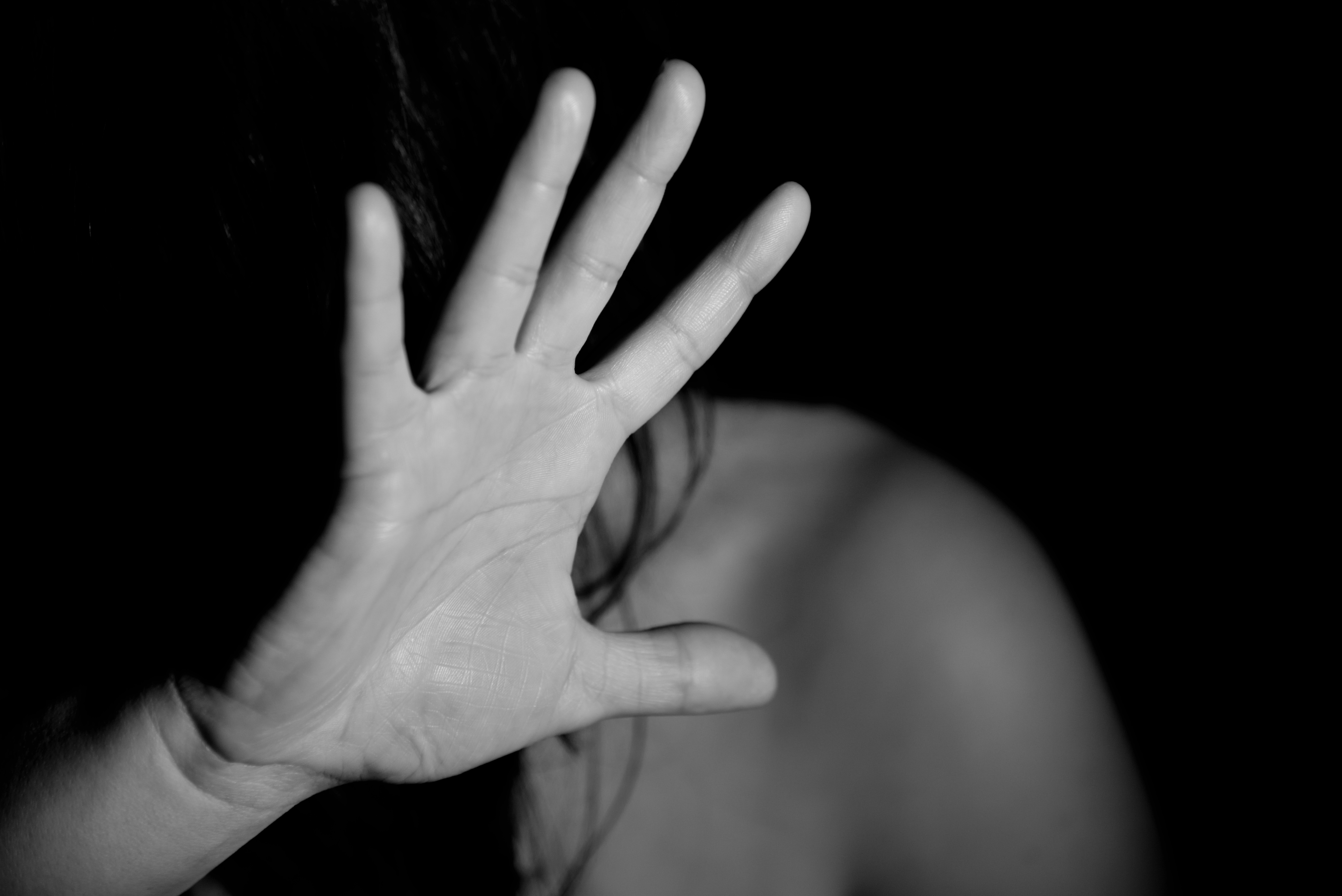
Violència de gènere

## Biografia
Michael Kaufman va néixer a Cleveland, Ohio, Estats Units, encara que va emigrar aviat al Canadà on va cursar la Llicenciatura d'Arts i Ciències, el Màster d'Economia Política i el Doctorat de Ciències Polítiques a la Universitat de Toronto.
De l'any 1979 fins a l'any 1992, va exercir de professor i Director Adjunt del Centre d'Investigació sobre Amèrica Llatina i el Carib a la Universitat de York a Toronto.
És l'autor de vuit llibres, entre ells, de dues novel·les guardonades, The Possibility of Dreaming on a Night Whitout Stars i The Afgan Vampires Book Club. A més, és escriptor de nombrosos informes i articles que s'han traduït a diversos idiomes sobre igualtat de gènere, democràcia i desenvolupament que han aparegut a diaris com The Guardian, The Daily Telegraph o The Toronto Star i revistes de tot el món.
Als seus llibres parla sobre la igualtat entre els homes i les dones, el domini dels rols de gènere o el poder ideològic del patriarcat. Anima a reflexionar sobre que és el moment en el qual els homes defensin un món amb igualtat de gènere, unit, que no és un problema que solament han de resoldre les dones, és un problema social, econòmic i que és necessària la lluita per al progrés de tothom.
Actualment viu a Toronto, Canadà, amb la seva dona i és pare d'un fill i una filla.

## Contribucions al feminisme
Fa quaranta anys que ofereix xerrades i tallers per conscienciar sobre el feminisme a diverses corporacions, empreses i sindicats perquè es respecti la igualtat de gènere en el món laboral i prevenir l'assetjament sexual a la feina; a escoles i universitats per no normalitzar la violència i acabar amb l'assetjament sexual dins dels campus i també a nombrosos governs, ONGs i organitzacions de dones per explicar com ser bons homes i nens i acabar amb la violència masclista, tenir una bona criança dels fills, parlar sobre la nova paternitat i els avantatges que comporta la igualtat de gènere.
En les seves xerrades explica que hi ha grups d'homes treballant en tot el planeta en una gran varietat de temes diferents, com en erradicar la violència en contra de les dones, pels drets LGBT, en salut sexual i reproductiva o per modificar i canviar la paternitat. A més, creu que els homes han de fer una presa de consciència des d'un punt de vista positiu de la seva figura perquè hi hagi canvis significatius en la vida de les dones. Aquests han de rebre el suport de les institucions i de les estructures jeràrquiques.
Ha treballat com a assessor per organitzacions com Nacions Unides i per altres com OXFAM, Creu Roja Internacional, Save the Children o Amnistia Internacional, el que l'ha portat a recórrer ciutats com Nova York, Roma, París, Pequin o Delhi. També ho ha fet amb governs dels sis continents.
Per Nacions Unides va elaborar el programa de capacitació sobre assetjament sexual utilitzat per milers d'empleats de l'organització.
A més, ha sigut membre sénior de l'Institut Promundo a Whashington DC. i Rio de Janeiro, sent coautor de l'Informe sobre l'Estat dels Pares al món. També és voluntari de MenCare, una iniciativa que ha sigut desenvolupada en més de trenta-cinc països amb la finalitat que els homes tinguin cura de les persones i el mateix dret a la paternitat que les dones.
L'any 1989 va ser el cofundador de la campanya Men for Women's Choice amb Gordon Cleveland, que defensa el dret de la dona a l'avortament lliure i, que tingui el control sobre el seu propi cos.
És membre del Consell Assessor d'Igualtat de Gènere del G7 de França i l'any 2017 va ser guardonat amb la Creu del Servei Meritori del Canadà.

### Campanya Llaç Blanc
La Campanya Llaç Blanc (en anglès White Ribbon Campaign) és un moviment que neix al Canadà l'any 1991 després de la Massacre de l'Escola Politècnica de Mont-real al Canadà, on van ser assassinades catorze dones per un home que deia que lluitava en contra del feminisme. És l'agrupació més gran del món que involucra a homes i joves per treballar i posar fi a la violència de gènere. Actualment l'ONG ofereix suport a les dones, homes, nens i nenes que pateixen violència masclista. Fan servir el llaç blanc com a símbol perquè els homes abandonin les seves armes.
Va ser cofundador de l'organització juntament amb Jack Layton i Ron Sluser.
La campanya en l'actualitat està activa en més de seixanta països i vol promoure les relacions saludables i la igualtat de gènere. Vol donar una visió més compassiva i proposar que s'adoptin nous models de masculinitat, amb els quals els homes estiguin segurs d'ells mateixos i condemnin les actituds masclistes i homòfobes.

## Obres de l'autor

### Llibres
- Kaufman, M. (1985). Jamaica Under Marley: Dilemmas of Socialism. Zed Books.
- Kaufman, M. (1987). Beyond Patriachy: Essays by Men on Pleasure, Power and Change. Oxford University Press.
- Kaufman, M., i Brod, H. (1994). Theorizing Masculinities. Sage Publications.
- Kaufman, M. (1994). Cracking the Armour: Power, Pain and the Lives of Men. Viking / Penguin.
- Kaufman, M., i Haroldo Dilla, A. (1997). Community Power & Grassroots Democracy: The Transformation of Social Life. Zed Book.
- Kaufman, M. (1999). The Possibility of Dreaming on a Night Whitout Stars. Viking / Penguin.
- Kaufman, M., i Kimmel, M. (2011). The Guys's Guide to Feminism. Seal Press.
- Kaufman, M. i Barker, G. (2015). The Afgan vampires book club. London: World Editions.

### Articles
- Kaufman, M. (1987). The Construction of Masculinity and the Triad of Men's Violence. Oxford University Press. Consultat des de http://global.oup.com
- Kaufman. M. (1991a). Being a man doesn't have to be a struggle. The Toronto Star. Consultat des de http://www.michaelkaufman.com
- Kaufman. M. (1991b). Men must abandon notion they are violent by nature. The Toronto Star. Consultat des de http://www.michaelkaufman.com
- Kaufman, M. (1994). Los Hombres, el Feminismo y las Experiencias Contradictorias del Poder entre los Hombres. Sage Publications, 142-165. Consultat des de http://www.michaelkaufman.com
- Kaufman, M. (1997). Differential Participation: Men, Women and Popular Power. Zed Books and Ottawa: International Development Research Centre, 151-179. Consultat des de http://www.michaelkaufman.com
- Kaufman. M. (1998). Better fathering will help end violence. Pelastakaa Lapset. Consultat des de http://www.michaelkaufman.com

- Kaufman, M. (1999). Las siete P's de la violencia de los hombres. Consultat des de http://www.michaelkaufman.com
- Kaufman, M. (2001a). Building a Movement of Men Working to end Violence Against Women. Development, 44(3), 9-14. Consultat des de http://www.michaelkaufman.com
- Kaufman, M. (2001b). Men Taking Action to End Gender-based Violence. Consultat des de http://www.michaelkaufman.com
- Kaufman, M. (2003). The Aim Framework: Addressing and Involving Men and Boys to Promote Gender Equality and End Gender Discrimination and Violence. Consultat des de http://www.michaelkaufman.com
- Kaufman, M. (2006). Effective Solutions for Ending Sexual Harassment in Our Workplaces. Consultat des de http://www.michaelkaufman.com
- Kaufman, M. (2007). Successfully Involving Men and Boys to End Violence Against Women. Consultat des de http://www.michaelkaufman.com
- Kaufman. M. (2011a). Red Light, Green Light: A More Effective Approach to Preventing and Responsing Productevely to Workplace Harassment. ABC-CLIO, 39-44. Consultat des de http://www.michaelkaufman.com
- Kaufman, M. (2011b). The Day the White Ribbon Campaign Changed the Game: A New Direction in Working to Engage Men and Boys. Canadian Scholars' Press / Women's Press. Consultat des de http://www.michaelkaufman.com
- Kaufman, M. (2012). Sexual Violence in Conflict and Post-Conflict: Engaging Men and Boys. Men Engage. Consultat des de http://menengage.org/

- Kaufman, M. (2014). There's No Such Thing as a Real Man. The Telegraph. Consultat des de http://www.michaelkaufman.com

- Barker, G, i Kaufman. G. (2015). Calling the world's fathers: you are part of the gender equality revolution too. The Guardian. Consultat des de http://www.michaelkaufman.com
- Kaufman, M. (2016). Harassment in Tech: It's time for Men to Speak Out. Consultat des de http://www.michaelkaufman.com